# Martignacco
Martignacco is een gemeente in de Italiaanse provincie Udine (regio Friuli-Venezia Giulia) en telt 5538 inwoners (31-12-2004). De oppervlakte bedraagt 26,7 km², de bevolkingsdichtheid is 208 inwoners per km².
De volgende frazioni maken deel uit van de gemeente: Torreano, Nogaredo di Prato, Faugnacco, Ceresetto, Casanova.

## Demografie
Martignacco telt ongeveer 2292 huishoudens. Het aantal inwoners steeg in de periode 1991-2001 met 2,7% volgens cijfers uit de tienjaarlijkse volkstellingen van ISTAT.
| Jaar | Inwoneraantal |
| ---- | ------------- |
| 1991 | 5263          |
| 2001 | 5405          |

## Geografie
Martignacco grenst aan de volgende gemeenten: Basiliano, Fagagna, Moruzzo, Pagnacco, Pasian di Prato, Tavagnacco.